# King George V (lớp thiết giáp hạm) (1939)
Lớp King George V (lấy tên theo vua George đệ ngũ của Anh) là lớp thiết giáp hạm áp chót được hoàn tất bởi Hải quân Hoàng gia Anh Quốc. Năm chiếc thuộc lớp này đã được đưa vào hoạt động: King George V (1940), Prince of Wales (1941), Duke of York (1941), Howe (1942) và Anson (1942).
Hiệp ước Hải quân Washington đã giới hạn cả về số lượng, kích cỡ (trọng lượng rẽ nước) lẫn vũ trí trang bị cho những thiết giáp hạm được đóng sau Chiến tranh Thế giới thứ nhất, và những hạn chế này được tiếp tục duy trì trong Hiệp ước Hải quân Luân Đôn thứ nhất, nhưng hiệp ước này cũng sẽ hết hiệu lực vào năm 1936. Cùng với sự căng thẳng đang gia tăng giữa các cường quốc hải quân, các nhà vạch kế hoạch đã hy vọng rằng hiệp ước sẽ không được triển hạn, và do đó lớp King George V được thiết kế mà không bó buộc bởi những giới hạn này.
Cả năm chiếc đã phục vụ trong Chiến tranh Thế giới thứ hai. Prince of Wales là chiếc duy nhất bị mất khi nó cùng với tàu chiến-tuần dương Repulse bị máy bay Nhật Bản đánh chìm gần Singapore. Những chiếc còn lại bị tháo dỡ vào cuối những năm 1950.

## Bối cảnh
Lớp King George V là kết quả của một quá trình thiết kế vốn bắt đầu ngay từ năm 1928. Theo những điều khoản của Hiệp ước Hải quân Washington năm 1922, một 'kỳ nghỉ lễ' trong việc đóng tàu chiến chủ lực diễn ra kéo dài cho đến năm 1931. Thành phần thiết giáp hạm của Hải quân Hoàng gia chỉ bao gồm những chiếc cũ được giữ lại sau Chiến tranh Thế giới thứ nhất và hai chiếc thuộc Nelson mới nhưng chậm. Vào năm 1928, Bộ Hải quân tiến hành những thảo luận về những yêu cầu đặt ra cho những con tàu mà họ hy vọng sẽ bắt đầu vào năm 1931, khi Hiệp ước Washington hết hiệu lực.
Hiệp ước Hải quân Luân Đôn thứ nhất năm 1930 đã kéo dài 'kỳ nghỉ lễ' cho đến năm 1937. Việc vạch kế hoạch được tái tục vào năm 1935, dựa trên các công việc thiết kế trước đây. Lớp tàu mới sẽ sử dụng tối đa hạn mức về trọng lượng rẽ nước 35.000 tấn mà Hiệp ước cho phép. Các phương án khác nhau để trang bị cỡ pháo 406 mm (16 inch), 381 mm (15 inch) và 355 mm (14 inch) cho dàn pháo chính được cân nhắc, trong đó cỡ pháo 381 mm (15 inch) đem lại sự cân bằng tốt nhất cho con tàu. Đa số các phương án thiết kế dự định đặt được tốc độ tối đa 50 km/h (27 knot), và người ta cũng giả định là khoảng cách chiến đấu có tính quyết định sẽ từ 11 đến 14,6 km (12.000-16.000 yard). Vỏ giáp và việc bảo vệ chống ngư lôi sẽ chiếm một tỉ lệ lớn hơn trong thiết kế so với những thiết giáp hạm Anh Quốc trước đây.
Vào tháng 10 năm 1935, người ta quyết định sử dụng cỡ pháo 355 mm (14 inch). Vào lúc đó, Anh Quốc đang đàm phán về việc tái tục các hiệp ước hải quân cùng các nước đã tham gia Hiệp ước Hải quân Luân Đôn thứ nhất. Người Anh mong muốn giảm cỡ nòng pháo tối đa trên thiết giáp hạm xuống còn 355 mm (14 inch), vào đầu tháng 10 nhận được tin tức về sự ủng hộ của Mỹ trong việc này nếu như có thể thuyết phục Nhật Bản cùng làm như thế. Vì các khẩu pháo cần thiết phải được đặt hàng vào cuối năm, Bộ Hải quân Anh Quốc cuối cùng quyết định sử dụng cỡ pháo 355 mm (14 inch) cho lớp King George V.
Hiệp ước Hải quân Luân Đôn thứ hai, kết quả của Hội nghị Hải quân Luân Đôn thứ hai bắt đầu từ tháng 12 năm 1935, được Anh, Pháp và Mỹ ký kết vào tháng 3 năm 1936 xác nhận giới hạn cỡ pháo là 355 mm (14 inch); tuy nhiên Nhật Bản đã rời bỏ hội nghị vào tháng 1 và Ý đã từ chối ký hiệp ước.

## Đặc tính thiết kế

### Động lực
King George V là những thiết giáp hạm Anh Quốc đầu tiên hoán đổi vị trí các phòng động cơ và phòng nồi hơi trong khoang động lực. Mục đích là làm giảm thiểu nguy cơ bị mất mọi động lực chỉ do một phát bắn trúng duy nhất.

### Sự bảo vệ

#### Vỏ giáp

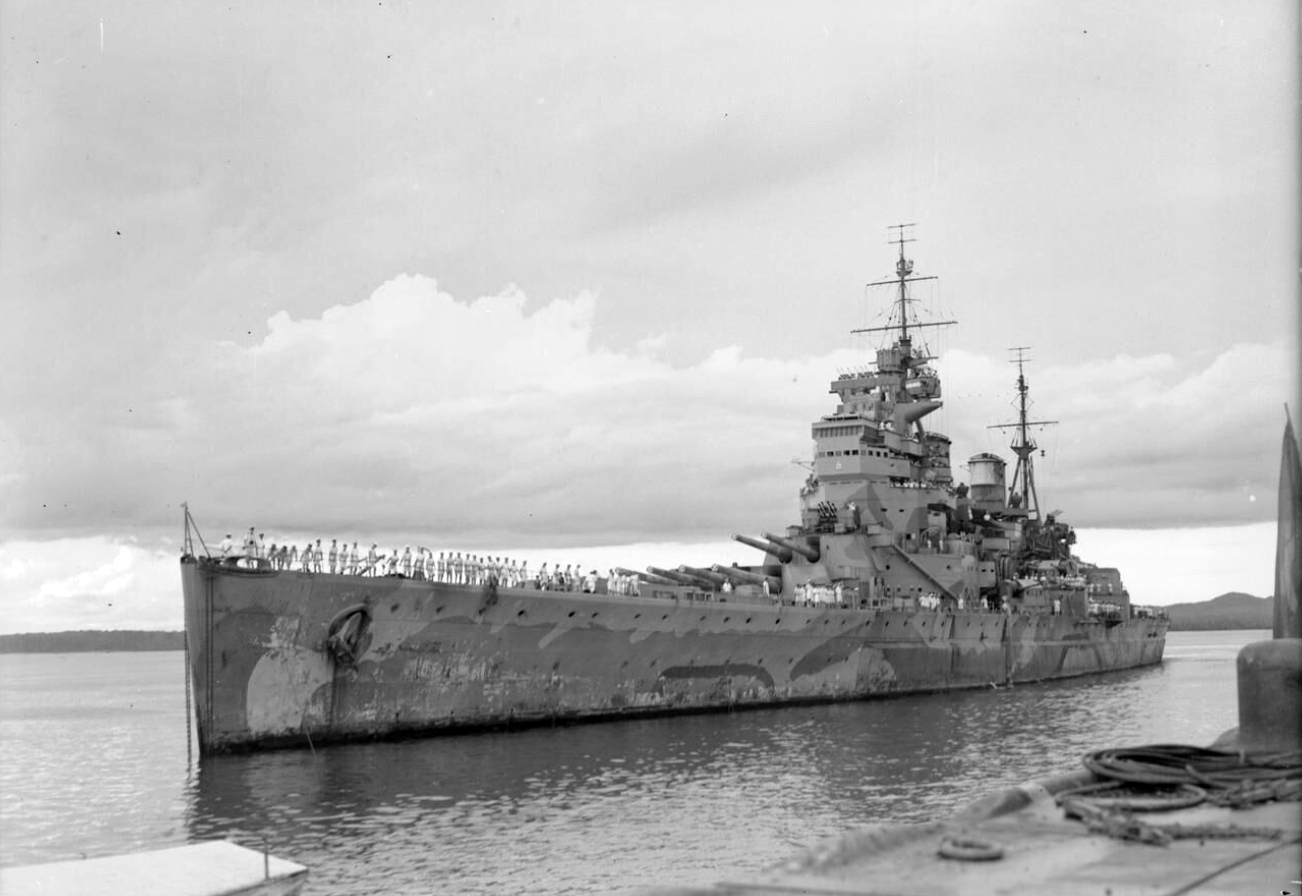
Một trong số thiết giáp hạm thuộc lớp King George V, Prince of Wales, đang ở Singapore.

Sự bảo vệ bằng vỏ giáp của lớp King George V được thiết kế sau khi xem xét kinh nghiệm của Hải quân Hoàng gia trong Chiến tranh Thế giới thứ nhất và các thử nghiệm toàn diện được tiến hành vào giai đoạn giữa hai cuộc chiến tranh. Việc bảo vệ hầm đạn được ưu tiên qua việc cung cấp một vỏ giáp sàn tàu và đai giáp dày và bằng cách bố trí các hầm đạn ở mức thấp nhất của con tàu.
Việc bảo vệ ngang bên trên các hầm đạn bao gồm ba lớp với độ dày tổng cộng 232 mm (9,13 inch); sàn tàu thời tiết bao gồm thép D với độ dày 32 mm (1,25 inch), vỏ giáp sàn tàu chính dày 149 mm (5,88 inch) bên trên sàn thép 13 mm (0,5 inch) thép D, và bên trên các phòng nạp đạn có thêm một sàn tàu 38 mm (1,5 inch) chống mảnh đạn. Hầm chứa thuốc đạn được bố trí bên dưới các phòng nạp đạn để tăng cường sự bảo vệ, một biện pháp đã được bắt đầu áp dụng kể từ lớp thiết giáp hạm Nelson. Độ dày của sàn tàu thời tiết bên trên các gian động cơ cũng tương đương, nhưng độ dày của sàn giáp chính được giảm còn 124 mm (4,88 inch) bên trên sàn thép 13 mm (0,5 inch) thép D. Sàn giáp chính được tiếp tục kéo dài ra phía trước vách ngăn bọc thép và giảm dần độ dày xuống còn 63 mm (2,5 inch), trong khi ở phía sau hầm đạn một sàn tàu nhô lên bọc thép che phủ bên trên bánh lái với độ dày vỏ giáp 114–127 mm (4,5-5 inch) trong khi vẫn cung cấp sự bảo vệ dọc theo mực nước.
Đai giáp chính cao 7,2 m (23 ft 6 in) và che phủ hông lườn tàu từ sàn giáp chính cho đến 4,5 m (15 ft) bên dưới mực nước. Những nghiên cứu sau Thế Chiến I cho thấy có khả năng những quả đạn pháo xuyên thép với kíp nổ trì hoãn sẽ đi ngầm dưới nước xuyên bên dưới một đai giáp nông xâm nhập vào những khu vực sống còn của con tàu, nên đai giáp chính được chế tạo kéo dài sâu bên dưới mực nước càng nhiều càng tốt. Dọc theo con tàu, đai giáp bắt đầu ngay phía trước tháp pháo phía trước và kết thúc ở phía sau tháp pháo phía sau. Đai giáp có độ dày tối đa ở bên trên và ngay mực nước. Dọc theo các hầm đạn, đai giáp dày 381 mm (15 inch); bên trên các khoang động cơ, đai giáp dày 356 mm (14 inch). Phần bên dưới của đai giáp vuốt dần còn một độ dày từ 114–140 mm (4,5-5,5 inch). Vỏ giáp bảo vệ thậm chí còn tốt hơn so với độ dày danh định của vỏ giáp nhờ chất lượng được cải thiện của lớp vỏ giáp bê tông vốn cung cấp sự đề kháng xuất sắc. Đai giáp chính, phối hợp cùng với các vách ngăn bọc thép trước và sau và sàn tàu chính bọc thép, hình thành nên một "thành trì bọc thép" bảo vệ các hầm đạn và các khoang động cơ. Các vách ngăn bọc thép dày 305 mm (12 inch) ở phía trước và dày 254 mm (10 inch) về phía sau. Đai giáp chính tiếp tục kéo dài quá phía trước và phía sau các vách ngăn bọc thép với chiều cao giảm dần để chỉ bảo vệ ngang mực nước và giảm dần độ dày từ 330 mm (13 inch) xuống còn 140 mm (5,5 inch). Vùng miễn nhiễm tính toán được khác nhau đáng kể từ các nguồn trích dẫn khác nhau.
Các tháp pháo chính được bảo vệ tương đối nhẹ so sánh với các thiết giáp hạm đương thời. Vỏ giáp bảo vệ tối đa cho tháp pháo và bệ tháp pháo được giảm còn 324 mm (12,75 inch) đối với lớp tàu này so với 16 inch của lớp Nelson. Các mặt của tháp pháo có độ dày vỏ giáp 324 mm (12,75 inch) ở mặt trước; 225 mm (8,84 inch) bên hông (ngay phòng nạp đạn); 174 mm (6,86 inch) ở mặt hông và mặt sau; trong khi nóc tháp pháo dày 149 mm (5,88 inch). Bệ tháp pháo chính có độ dày vỏ giáp thay đổi: 324 mm (12,75 inch) ở mặt hông, 298 mm (11,76 inch) phía trước và 275 mm (10,82 inch) phía sau tháp pháo. Ở một mức độ chất lượng cao của vỏ giáp giúp giảm bớt sự thiếu sót trong bảo vệ, và bề mặt phẳng của mặt tháp pháo cải thiện việc đề kháng đường đạn ở tầm xa, trong khi kiểu dáng thấp của tháp pháo làm giảm bề mặt mục tiêu ở tầm gần. Tuy nhiên việc giảm thiểu vỏ giáp dành cho tháp pháo và bệ tháp pháo là một sự thỏa hiệp trong thiết kế để đổi lấy một sự bảo vệ tốt nhất có thể dành cho các hầm đạn. Việc bảo vệ kín lửa rộng rãi trong các tháp súng và bệ tháp súng được thiết kế nhằm đảm bảo cho hầm đạn được an toàn ngay cả khi tháp pháo bị bắn thủng. Các bệ pháo hạng hai, tháp súng và phòng nạp đạn tương ứng chỉ được bọc một lớp giáp mỏng dày 25 mm (0,98 inch) để chống lại mảnh đạn pháo.
Không giống như các thiết giáp hạm của nước ngoài đương thời cũng như của lớp Nelson dẫn trước, lớp King George V có sự bảo vệ dành cho tháp chỉ huy tương đối nhẹ với các mặt hông dày 75 mm (2,94 inch), mặt trước và mặt sau dày 100 mm (3,94 inch) và vỏ giáp nóc dày 38 mm (1,47 inch). Phân tích của Hải quân Hoàng gia trong Thế Chiến I cho thấy các sĩ quan chỉ huy thường không sử dụng một tháp chỉ huy bọc thép để có được một tầm nhìn tốt hơn trên các vị trí của cầu tàu không bọc thép. Sự cân nhắc về độ ổn định và trọng lượng rõ ràng cũng đóng một vai trò quan trọng đưa đến quyết định của người Anh trong việc giới hạn vỏ giáp cho cấu trúc thượng tầng. Lớp vỏ giáp dành cho tháp chỉ huy đủ để chống lại hỏa lực từ các tàu nhỏ và các mảnh đạn.

#### Sự bảo vệ dưới nước

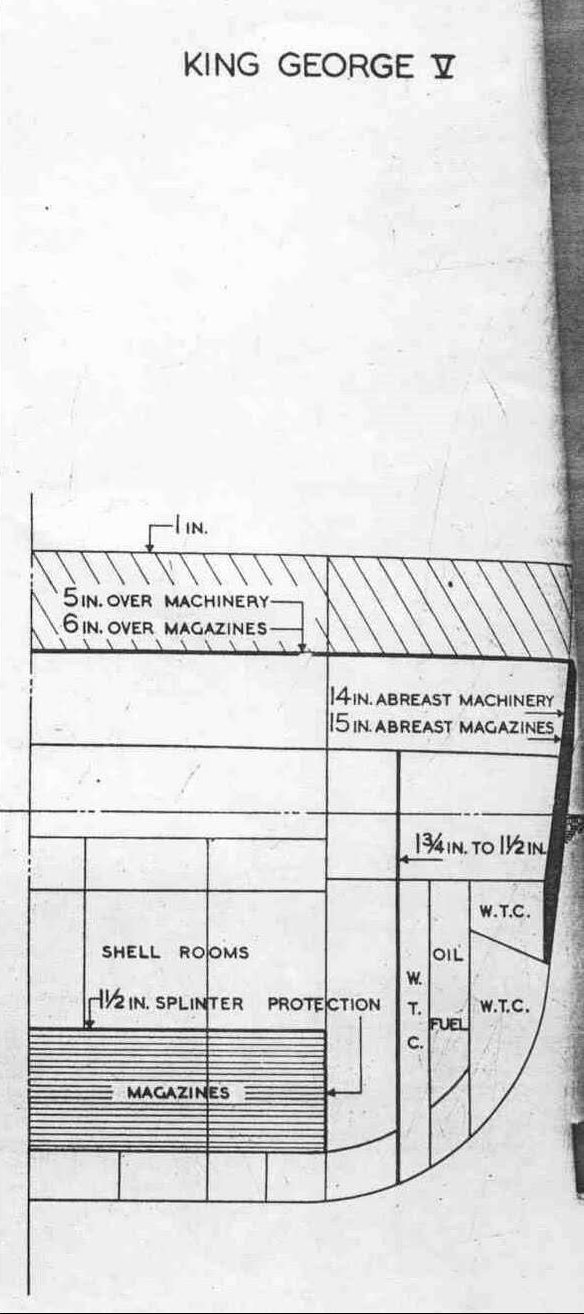
Vỏ giáp và sự bảo vệ dưới nước của lớp King George V

Lườn tàu bên dưới mực nước cùng với đai giáp chính tạo thành hệ thống bảo vệ bên (SPS: Side Protection System). Nó được phân thành một loạt các ngăn theo chiều dọc với trình tự: trống–nước–trống, hai lớp trong và ngoài là không khí trong khi ngăn giữa chứa dung dịch (nhiên liệu hoặc nước). Lớp vỏ ngoài cùng trong khu vực của hệ thống SPS được làm mỏng đến mức có thể để giảm thiểu hư hại do mảnh vỡ trong trường hợp có ngư lôi đánh trúng. Ngăn ngoài cùng của hệ thống SPS thường là để trống (chỉ chứa không khí) cho phép sức ép của vụ nổ ban đầu từ một quả ngư lôi sẽ lan rộng mà ít gây hư hại cho con tàu. Ngăn giữa được đổ đầy dầu hoặc nước biển, sẽ trải xung áp lực lên một khu vực rộng lớn trong khi dung dịch sẽ giữ lại mọi mảnh kim loại phát sinh từ vụ nổ ngư lôi. Ngăn trong cùng lại là một khoảng trống khác dùng để giữ lại mọi dung dịch rò rỉ ra từ ngăn giữa cũng như mọi xung áp lực còn lại từ vụ nổ. Phía trong của ngăn trống cuối cùng là một vách ngăn bọc thép có độ dày thay đổi từ 37 mm (1,5 inch) ở cạnh các phòng động cơ cho đến 44 mm (1,75 inch) bên cạnh các hầm đạn. Vách ngăn này hình thành nên một "vách ngăn giữ lại" (holding bulkhead) và nó được thiết kế để đề kháng những hiệu quả còn lại của vụ nổ ngư lôi. Nếu vách ngăn bên trong cuối cùng này bị xuyên thủng, một loạt các khoảng được chia ngăn kín nước sẽ giữ lại mọi sự rò rỉ; bên trong "vách ngăn giữ lại", con tàu được chia ra nhiều ngăn nhỏ chứa các khoảng động cơ.
Lớp SPS trống–nước–trống như thế thường rộng khoảng 4,0 m (13 ft), và các khoảng trống động lực phụ thuộc sẽ cộng thêm khoảng 2,4 m (8 ft) từ vỏ bọc bên ngoài đến khoang động lực chính. Ngoại lệ duy nhất là cạnh các phòng động cơ A và B, nơi các khoảng trống động lực phụ thuộc bị loại bỏ, nhưng một khoảng để trống khác rộng khoảng 0,9 m (3 ft) thay thế vào chỗ đó. Bên trên hệ thống bảo vệ bên SPS, và ngay phía sau đai giáp chính, là một loạt các ngăn vốn thường được sử dụng làm phòng vệ sinh hay kho chứa đồ, được thiết kế để có thể thoát hơi lên trên những cú áp lực mạnh từ một vụ nổ ngư lôi. Sơ đồ này được thiết kế để bảo vệ chống lại một đầu đạn nặng cỡ 450 kg (1.000 lb), đã được thử nghiệm và được cho là có hiệu quả trong các thử nghiệm diện rộng. Hệ thống bảo vệ bên (SPS) cũng là một thành phần chủ yếu của hệ thống kiểm soát hư hỏng, khi độ nghiêng của con tàu do ngập nước có thể hiệu chỉnh bằng cách cho ngập đối xứng các ngăn để trống và bơm nước ra khỏi các ngăn đã đổ đầy. Trong trường hợp tổn thất chiếc Prince of Wales, các chỗ trống này được sử dụng trong việc làm ngập đối xứng để giảm độ nghiêng con tàu.
HMS Prince of Wales bị đánh chìm vào ngày 10 tháng 12 năm 1941, được tin là do bị đánh trúng 6 quả ngư lôi phóng từ máy bay cùng một quả bom 500 kg. Tuy nhiên, một cuộc khảo sát cặn kẽ vào năm 2007 do các thợ lặn thực hiện trên xác tàu đắm của Prince of Wales cuối cùng xác định chỉ có bốn quả ngư lôi đánh trúng mà thôi. Ba trong số bốn quả này đã đánh trúng lườn tàu phía ngoài khu vực được hệ thống SPS bảo vệ; còn trong trường hợp quả thứ tư, "vách ngăn giữ lại" của SPS dường như còn nguyên vẹn tại khu vực mà lườn tàu bị đánh trúng. Kết luận của các cuộc điều tra và phân tích cho thấy nguyên nhân chủ yếu của việc bị chìm là do ngập nước không thể kiểm soát dọc theo trục chân vịt "B". Giá đỡ phía ngoài của trục chân vịt bị hỏng, và việc chuyển động trục chân vịt không được nâng đỡ đã phá vỡ toàn bộ các vách ngăn từ nắp đệm bên ngoài trục chân vịt đến tận phòng động cơ B. Điều này đã khiến ngập nước các khoang động cơ chính. Sự hư hỏng và ngập nước lại càng trầm trọng hơn do việc kiểm soát hư hỏng được tiến hành kém, từ bỏ hầm đạn phía sau quá sớm và hư hỏng bảng chuyển mạch điện thoại liên lạc. Trục chân vịt "B" đã được cho ngừng lại, rồi được cho tái khởi động nhiều phút sau khi bị một quả ngư lôi đánh trúng. Các cuộc điều tra được tiến hành lúc đó đó về việc tổn thất xác định nhu cầu phải có một số cải tiến trong thiết kế, được áp dụng với mức độ ít hay nhiều trên bốn chiếc còn lại của lớp. Việc thông gió và độ kín nước của hệ thống thông gió được cải tiến, trong khi các lối đi nội bộ bên trong giữa các khoang động cơ được thiết kế lại, cũng như hệ thống liên lạc được làm chắc chắn hơn. Người ta đã cải tiến các nắp đệm của trục chân vịt cùng đưa ra cơ cấu khóa trục chân vịt. Một số hỏng hóc của con tàu được đề xuất dù sao cũng chỉ được dựa trên suy đoán là một quả ngư lôi đã đánh trúng và làm hỏng hệ thống SPS ngay hoặc gần Khoang 206 cùng lúc với cú đánh trúng làm hư hại trục chân vịt B. Các đoạn băng ghi hình trong cuộc khảo sát năm 2007 cho thấy dù sao lườn tàu về căn bản không bị hư hại tại khu vực này. Việc không có khả năng khảo sát xác tàu đắm trong thời gian chiếc tranh rõ ràng đã ảnh hưởng đến các nỗ lực tìm ra nguyên nhân cuối cùng đưa đến việc mất chiếc Prince of Wales; và do đó, sự phân tích còn thiếu sót đã đưa đến một số giả thuyết không đúng về nguyên nhân bị chìm, được vô tình phổ biến trong nhiều năm sau đó.
Trong khi khảo sát chiếc Prince of Wales sau trận đụng độ với thiết giáp hạm Bismarck và tàu tuần dương hạng nặng Prinz Eugen, người ta phát hiện ba phát bắn trúng đích đã khiến cho con tàu bị ngập khoảng 400 tấn nước. Một trong những phát bắn trúng này, xuất phát từ Bismarck, đã xuyên qua lớp vách ngăn bảo vệ chống ngư lôi bên ngoài tại một khu vực rất gần với khoảng động cơ phụ, gây ngập nước tại chỗ bên trong hệ thống SPS, trong khi lớp "vách ngăn giữ lại" bên trong bằng thép D dày 2 x 19 mm (1,5 inch) lại còn nguyên vẹn, vì quả đạn pháo Đức bị tịt ngòi. Quả đạn pháo Đức thực ra đã phải kích nổ dưới nước nếu kíp nổ của nó hoạt động bình thường, do độ sâu mà quả đạn pháo này đã di chuyển dưới nước trước khi đánh trúng Prince of Wales bên dưới đai giáp.

### Vũ khí

#### Dàn pháo chính

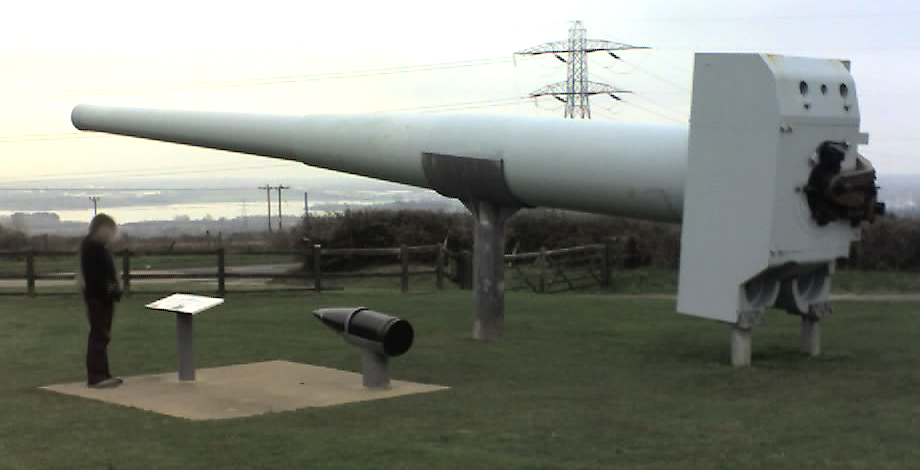
Hải pháo 355 mm (14 inch) Anh Quốc như được sử dụng trên lớp thiết giáp hạm King George V. Mẫu này, chưa bao giờ được trang bị, được trưng bày tại Đồn Vũ khí Hoàng gia Nelson, Hampshire, Anh Quốc

Vào lúc chế tạo, thiết giáp hạm King George V cùng bốn chiếc khác trong lớp mang mười khẩu hải pháo BL 355 mm (14 inch) Mk VII trên hai tháp pháo bốn nòng và một tháp pháo nòng đôi phía sau và bên trên tháp pháo phía trước. Đã xảy ra sự tranh luận trong nội bộ của Bộ Hải quân về việc chọn cỡ pháo; cho dù có rất ít hoặc không có sự tranh luận trong Quốc hội; các cường quốc châu Âu khác đã chọn cỡ 381 mm (15 inch), và Hải quân Hoa Kỳ là cỡ pháo 406 mm (16 inch). Thoạt tiên Bộ Hải quân đã nghiên cứu phương án các con tàu có các phương án sắp xếp dàn pháo chính khác nhau, trong đó bao gồm phương án chín khẩu pháo 381 mm (15 inch) trên ba tháp pháo, hai phía trước và một phía sau. Trong khi điều này nằm trong khả năng của các xưởng đóng tàu Anh Quốc, thiết kế này nhanh chóng bị bác bỏ vì họ ép buộc phải tôn trọng triệt để Hiệp ước Hải quân Luân Đôn thứ hai được ký năm 1936, và họ đang thiếu hụt trầm trọng các kỹ thuật viên lành nghề và các nhà thiết kế đạn dược, cũng như những áp lực trong việc giảm trọng lượng. Kết quả là, lớp tàu này được dự định thiết kế để trang bị mười hai pháo 355 mm (14 inch) trên ba tháp pháo bốn nòng, và cấu hình này có hỏa lực bắn qua mạn tàu mạnh hơn chín khẩu 381 mm (15 inch). Không may là người ta không thể kết hợp lượng hỏa lực này và một mức độ bảo vệ thích đáng vào một tải trọng 35.000 tấn, cũng như trọng lượng đáng kể của tháp pháo bốn nòng bắn thượng tầng đưa độ ổn định của con tàu đến giới hạn mong manh. Cuối cùng, tháp pháo thứ hai phía trước được chuyển sang kiểu nhỏ hơn với nòng đôi, đổi lấy một vỏ giáp bảo vệ tốt hơn, nhưng hỏa lực bắn qua mạn tàu yếu hơn cấu hình chín khẩu pháo. Quả đạn pháo 355 mm (14 inch) xuyên thép (AP: Armour Piercing) cũng chứa một lượng lớn thuốc nổ lên đến 22 kg (48,5 lb). Hiệp ước Hải quân cuối cùng có một điều khoản, "Điều khoản Leo thang", cho phép thay đổi lên cỡ pháo 16 inch nếu các nước khác không tham gia ký kết vào hạn chót là ngày 1 tháng 1 năm 1937. Mặc dù họ có thể viện dẫn điều khoản này, hậu quả có thể đưa đến chậm trễ trong việc đóng tàu, và đây được xem là khôn ngoan khi chọn chế tạo với cỡ pháo 14 inch hơn là không có chiếc thiết giáp hạm mới nào. Ngược lại người Mỹ đã chọn chấp nhận sự trì hoãn để chế tạo tàu chiến của họ với cỡ pháo lớn hơn.
Trong hoạt động, các tháp pháo bốn nòng tỏ ra kém tin cậy hơn là sự kỳ vọng đặt nơi chúng. Sự chế tạo vội vàng trong thời chiến, không có đủ khoảng trống giữa các cơ cấu xoay và cố định của tháp pháo, việc thực tập tác xạ với đủ liều thuốc phóng không đầy đủ, cũng như việc áp dụng rộng rãi các biện pháp an toàn kín lửa cho hầm đạn làm phức tạp cơ cấu vận hành, đưa đến những vấn đề trong hoạt động lâu dài. Việc cải thiện cho có thêm khoảng trống, cài thiện liên kết các cơ cấu, cùng việc huấn luyện tốt hơn đưa đến độ tin cậy cao hơn nơi các tháp pháo bốn nòng, nhưng chúng vẫn tiếp tục là một đề tài gây tranh luận.
Trong cuộc đối đầu cùng thiết giáp hạm Đức Bismarck, dàn pháo chính của Prince of Wales vừa mới đưa ra hoạt động đã gặp những sự cố trong vận hành: nó bắt đầu khai hỏa chỉ với ba đạn pháo mỗi loạt thay vì năm, và đã xảy ra sự cố trên mọi tháp pháo ngoại trừ tháp pháo nòng đôi "B". Công suất của dàn pháo chính bị giảm xuống còn 74% trong trận chiến này, khi 74 quả đạn pháo được ra lệnh bắn, chỉ có 55 quả được thực sự bắn đi. Tháp pháo 'A' bị tràn nước gây bất tiện cho các pháo thủ và tháp pháo "Y" bị kẹt ở loạt đạn pháo 20. Số lượng những hỏng hóc được biết đến của dàn pháo chính làm ngăn trở hỏa lực 14 inch, những hư hại phải chịu đựng cùng hoàn cảnh chiến thuật tồi tệ đã buộc Thuyền trưởng Leach phải thoát ra khỏi trận chiến. Với khoảng cách được rút ngắn xuống còn 14.500 yard và với năm trong số các khẩu pháo 14 inch của ông không hoạt động, Leach quyết định rút lui khỏi cuộc đối đầu trước một đối thủ mạnh hơn. Tác giả Roskill trong "War at Sea", tập 1, mô tả quyết định quay mũi rút lui: "Cộng thêm vào việc khẩu pháo bị hư hỏng ở pháp pháo phía trước, còn có bốn khẩu tạm thời mất khả năng hoạt động do trục trặc cơ khí. Trong những hoàn cảnh như thế, Leach quyết định rút lui khỏi trận chiến, và lúc 6 giờ 13 phút đã quay mũi dưới sự che khuất của làn khói." Trong cuộc đối đầu với Bismarck sau đó, King George V cũng mắc phải những vấn đề đối với dàn pháo chính của nó, và cho đến 9 giờ 27 phút mỗi khẩu pháo đã bỏ lỡ ít nhất một loạt đạn do hỏng hóc tại khóa chuyển an toàn bảo vệ chống lửa. Tác giả John Roberts viết về những vấn đề về dàn pháo chính mà HMS King George V mắc phải:
"Thoạt tiên nó hoạt động tốt khi đạt được 1,7 loạt đạn mỗi phút trong khi được kiểm soát bằng radar, nhưng nó bắt đầu mắc phải những vấn đề nghiêm trọng từ lúc 9 giờ 20 phút trở đi (nó bắt đầu khai hỏa lúc 8 giờ 50 phút): Tháp pháo 'A' hoàn toàn không hoạt động trong 30 phút sau khi đã bắn được khoảng 23 quả đạn pháo mỗi khẩu do mắc kẹt giữa cơ cấu cố định và cấu trúc quay trong phòng đạn pháo; và tháp pháo Y cũng không hoạt động trong 7 phút do lỗi thực tập... Cả hai khẩu pháo của tháp pháo 'B', pháo số 2 và 4 của tháp pháo 'A' và pháo số 2 của tháp pháo 'Y' bị loại khỏi vòng chiến do kẹt đạn và tiếp tục như vậy cho đến khi ngừng bắn - 5 trong tổng số 10 khẩu pháo! Có vô số các vấn đề khác về trục trặc cơ khí và lỗi thực tập gây trì hoãn hoặc bỏ lỡ các loạt đạn. Cũng có một số quả đạn pháo bị tịt không nổ – khẩu pháo số 3 của tháp pháo 'A' bị tịt hai lần và bị loại khỏi vòng chiến trong 30 phút trước khi được xem là an toàn để có thể mở khóa nòng."— John Roberts, The Final Action

Trong phần đầu của cuộc đụng độ với Scharnhorst trong Trận chiến mũi North vào ngày 26 tháng 12 năm 1943, Duke of York bắn được 31 trong số 52 loạt đạn bắn qua mạn tàu; và trong giai đoạn sau của trận chiến nó bắn được 21 trong số 25 loạt bắn qua mạn tàu, một thể hiện rất tốt trong tác xạ. Tổng cộng, Duke of York đã bắn 450 quả đạn pháo trong 77 loạt đạn. Tuy nhiên, HMS Duke of York vẫn bắn được ít hơn 70% so với khả năng của nó trong trận chiến này do những vấn đề về cơ khí và "lỗi trong thực tập".
Lớp King George V là những thiết giáp hạm Anh Quốc duy nhất sử dụng cỡ pháo 355 mm (14 inch); những chiếc tiếp nối theo kế hoạch, được giải tỏa khỏi những ràng buộc của hiệp ước, sẽ sử dụng các khẩu pháo 406 mm (16 inch) mới và những tháp pháo ba nòng.

#### Dàn pháo hạng hai đa dụng
Kiểu pháo QF 133 mm (5,25 inch) Mark I đa dụng (DP: dual purpose - dùng cả trong phòng không lẫn chống tàu nổi) cũng là một đối tượng bị tranh cãi. Tài liệu "Hướng dẫn tác xạ bỏ túi" do Hải quân Hoàng gia xuất bản năm 1945 cho rằng: "Tốc độ bắn tối đa sẽ phải là 10-12 quả đạn mỗi phút." Kinh nghiệm trong thời chiến cho thấy trọng lượng tối đa mà cơ số đạn có thể được vận chuyển thoải mái phải nhỏ hơn nhiều so với mức 80-90 lb, và trọng lượng của quả đạn pháo 133 mm (5,25 inch) đã gây những khó khăn nghiêm trọng, chỉ có thể xoay xở để đạt được 7-8 quả đạn pháo mỗi phút so với mức đề xuất 10-12. Bệ pháo chỉ có khả năng nâng tối đa lên đến +70°; tốc độ nâng và xoay chậm của bệ pháo khiến nó không đủ để đối đầu với những máy bay hiện đại tốc độ cao. Cho dù có những điểm yếu như vậy, HMS Prince of Wales cũng ghi được nhiều phát bắn trúng bởi các khẩu đội 133 mm (5,25 inch) trong Chiến dịch Halberd, cùng gây hư hại cho 10 trong tổng số 16 máy bay ném bom tầm cao thuộc hai đội hình trong cuộc chiến cuối cùng của nó, trong đó hai chiếc có thể đã rơi sau đó. HMS Anson được nâng cấp các tháp pháo 133 mm (5,25 inch) của nó lên bộ điều khiển từ xa RP10 giúp làm tăng tốc độ xoay và nâng các khẩu pháo lên 20° mỗi giây. Những con tàu này còn được trang bị hệ thống điều khiển hỏa lực phòng không HACS và một bảng điều khiển hỏa lực Admiralty Mk IX dành cho mục tiêu mặt biển của dàn pháo.

#### Hỏa lực phòng không
Nhằm mục đích phòng không, lớp King George V được trang bị các khẩu đội 4 và 8 tám nòng QF 2 pounder "pom-pom" và các dàn rocket UP; rồi sau đó được bổ sung các kiểu pháo Oerlikon 20 mm và Bofors 40 mm. Các khẩu đội 2-pounder được vận hành bằng bộ điều khiển Pom-Pom, từ vị trí ngắm độc lập với bản thân các khẩu pháo vốn phát sinh nhiều khói và rung động khi tác xạ. Các bệ pháo sau đó được nâng cấp với các bộ điều khiển từ xa và radar để cải thiện tính năng. Rocket UP hầu như không có hiệu quả và được tháo dỡ trong quá trình chiến tranh. Lúc chiến tranh kết thúc, giàn hỏa lực phòng không có hơn 50 khẩu 20 mm, 8 khẩu 40 mm và 88 khẩu 2-pounder trên nhiều bệ pháo đơn và nhiều nòng. Anson mang theo 65 pháo Oerlikons 20 mm, sáu khẩu đội pom-pom 8 nòng và sáu khẩu đội 4 nòng vào lúc cuối chiến tranh.

## Những chiếc trong lớp
| Tàu                  | Tên đặt theo                                      | Đặt lườn            | Hạ thủy             | Hoạt động            | Số phận                                                        |
| King George V (41)   | Vua George V cha của nhà Vua                      | 1 tháng 1 năm 1937  | 21 tháng 2 năm 1939 | 11 tháng 12 năm 1940 | bị tháo dỡ 1957                                                |
| Prince of Wales (53) | Hoàng tử xứ Wales tước vị cũ của anh trai nhà Vua | 1 tháng 1 năm 1937  | 3 tháng 5 năm 1939  | 19 tháng 1 năm 1941  | bị đánh chìm 10 tháng 12 năm 1941 tại biển Hoa Nam (Biển Đông) |
| Duke of York (17)    | Công tước xứ York tước vị cũ của nhà Vua          | 5 tháng 5 năm 1937  | 28 tháng 2 năm 1940 | 4 tháng 11 năm 1941  | bị tháo dỡ 1957                                                |
| Anson (79)           | Nam tước George Anson                             | 20 tháng 7 năm 1937 | 24 tháng 2 năm 1940 | 22 tháng 6 năm 1942  | bị tháo dỡ 1957                                                |
| Howe (32)            | Bá tước Richard Howe                              | 1 tháng 6 năm 1937  | 9 tháng 4 năm 1940  | 29 tháng 8 năm 1942  | bị tháo dỡ 1958                                                |

## Tái trang bị
Ngoài Prince of Wales, những chiếc còn lại trong lớp King George V được tái trang bị nâng cấp trong quá trình chiến tranh để cải tiến việc phòng thủ trên không và thiết bị radar, cũng như thực hiện các cải biến để hoạt động tại Viễn Đông. Việc thông gió được cải tiến sau các báo cáo về mệt kiệt sức do quá nóng trên chiếc HMS Prince of Wales trong trận chiến cuối cùng của nó. Vào năm 1944 các thiết bị dành cho máy bay: thủy phi cơ Supermarine Walrus và máy phóng hai đầu trên những chiếc King George V, Duke of York Anson và Howe được tháo dỡ.
King George V được tái trang bị vào đầu năm 1944. Cùng với việc tháo dỡ các thiết bị máy bay, giàn hỏa lực phòng không được thay đổi khi một khẩu đội pom-pom bốn nòng được tháo dỡ thay bằng ba khẩu đội tám nòng, và các khẩu Oerlikons nòng đơn được thay bằng sáu khẩu Oerlikon nòng đôi và Bofors 40 mm bốn nòng. Các dàn radar cũng được nâng cấp. Duke of York được tái trang bị từ tháng 12 năm 1942 đến tháng 2 năm 1943 và từ tháng 10 năm 1944 đến đầu năm 1945. Howe trải qua đợt nâng cấp và thử máy trước khi được bố trí phục vụ tại Thái Bình Dương từ tháng 12 năm 1943 đến tháng 4 năm 1944. Anson được tái trang bị từ tháng 7 năm 1944 đến tháng 2 năm 1945 để cải tiến giàn hỏa lực phòng không và radar (bao gồm loại radar mới Kiểu 277P) rồi được cho chạy thử máy cho đến tháng 4.

## Lịch sử hoạt động
Lớp King George V được chế tạo vào thời đại mà tàu sân bay thay thế cho thiết giáp hạm như là tiêu điểm của các hoạt động hải quân, nhưng dù sao King George V, Prince of Wales và Duke of York đều từng tham gia các hoạt động đối đầu giữa các thiết giáp hạm như mục đích mà chúng được thiết kế. Cả King George V và Prince of Wales đều đã đối đầu với Bismarck vào cuối tháng 5 năm 1941, trong khi Duke of York đấu tay đôi với tàu chiến-tuần dương Đức Scharnhorst trong Trận chiến mũi North, đưa đến việc đánh chìm nó vào tháng 12 năm 1943.
Tầm xa hoạt động bị hạn chế là một đặc tính khác của những con tàu này, ngăn trở chúng trong các hoạt động tại Mặt trận Thái Bình Dương. Góp phần vào tầm hoạt động bị hạn chế này là kiểu turbine Parson, vốn là trang bị tiêu chuẩn của Anh Quốc trong một thời gian trước khi lớp tàu này được thiết kế, và một số lượng lớn thiết bị phụ chạy bằng hơi nước.
Bốn trong số năm chiếc của lớp King George V đã sống sót qua Chiến tranh Thế giới thứ hai; Prince of Wales bị đánh chìm gần Singapore bởi không kích vào tháng 12 năm 1941, một điều báo trước thấm thía cho việc nổi lên của không lực so với tàu chiến thông thường. Những chiếc còn lại không chịu thêm bất kỳ hư hại đáng kể nào bởi chiến tranh, ngoại trừ chiếc King George V gặp phải tai nạn va chạm khiến làm chìm chiếc tàu khu trục Punjabi vào tháng 5 năm 1942.
Sau khi quay trở về từ Viễn Đông vào tháng 3 năm 1946, King George V được đặt làm soái hạm của Hạm đội Nhà Anh Quốc, một vị trí mà nó giữ cho đến năm 1950.
Vào giữa năm 1949, người ta quyết định cho chúng ngừng hoạt động. Bốn chiếc thiết giáp hạm được đưa về tình trạng "bỏ xó", vũ khí và máy móc được đóng gói kín chống ẩm tại Gareloch. Howe trở thành soái hạm của Hải đội Huấn luyện tại Portland và sau đó là của Hải đội Devonport của Hạm đội Dự bị tại Devonport. Toàn bộ những chiếc trong lớp, kể cả King George V, bị tháo dỡ trong những năm 1957 và 1958.
Những chiếc kế tục được dự định cho lớp King George V sẽ là lớp Lion với trọng lượng rẽ nước khoảng 40.000 tấn cùng chín khẩu pháo 406 mm (16 inch). Chương trình chế tạo của chúng thoạt tiên bị tạm ngừng dành ưu tiên cho các kiểu tàu chiến khác, và cuối cùng bị hủy bỏ, và lớp King George V chỉ được tiếp nối bởi Vanguard, thiết giáp hạm cuối cùng của Hải quân Hoàng gia Anh.